# Tillandsia bradeana
Espèce
Classification phylogénétique
Tillandsia bradeana  est une espèce de plantes à fleurs de la famille des Bromeliaceae, endémique du Costa Rica. L'épithète bradeana est une dédicace à Mr Bradea, botaniste de San José au Costa Rica, zone où a été découverte la plante.

## Protologue et type nomenclatural
- Tillandsia bradeana Mez & Tonduz ex Mez, in Repert. Spec. Nov. Regni Veg. 14: 252 (1916)

Diagnose originale
- « Statura media; foliis utriculatim rosulatis, lepidibus minutis appressis dense conspersis in statu vivo bene viridibus; scapo brevissimo inconspicuoque foliis omnino iis rosulae congruis sed longius vaginatis celato; inflorescentia pauciflora, aliquid obscure densissime 2-pinnatim panniculata[sic] nullo modo strobiliformi; spicis brevissimis, sessilibus, 1-3-floris, dense flabellatis, in bractearum primariarum omnino foliis rosulae scapique isomorpharum itemque longissime laminatarum axillis plane absconditis; bracteolis florigeris evidenter distichis, glabris laevibusque, quam sepala brevioribus; floribus erectis; sepalis binis posticis ad 1/4 longit, connatis. »

Type
- leg. Wercklé n° 37, 16414 ; "Costa Rica prope San José » [1].

## Synonymie
- Tillandsia brachycaulos Schldt[2],[3].

## Description
Tillandsia bradeana est une plante herbacée en rosette aculle monocarpique vivace par ses rejets latéraux.

## Distribution
L'espèce est endémique du Costa Rica.